# Calathea cylindrica
Calathea cylindrica é uma espécie de planta do gênero Calathea e da família Marantaceae.

## Taxonomia
A espécie foi descrita em 1902 por Karl Moritz Schumann.
Os seguintes sinônimos já foram catalogados:
- Phrynium cylindricum  Roscoe
- Calathea grandifolia  Lindl.

## Forma de vida
A espécie florece o ano inteiro e tem polinização por abelhas.

## Conservação
A espécie faz parte da Lista Vermelha das espécies ameaçadas do estado do Espírito Santo, no sudeste do Brasil.

## Distribuição
A espécie é endêmica do Brasil. É encontrada na Bahia.